# Argirins
Els argirins (en llatí: Argyrini, en grec antic Ἀργυρῖνοι) eren un poble epirota que vivia a les muntanyes Ceraunies.
El seu nom perdura probablement en el de la ciutat de Gjirokastër o Argirocastre, un lloc proper al riu Drin, a uns quants km. al sud de la cruïlla d'aquest riu amb el riu Viosa, a la a 'actual Albània.